# Никишов, Андрей Вячеславович
Андрей Вячеславович Никишов (род. 10 февраля 1978) — российский хоккеист, защитник. Тренер.

## Биография
Воспитанник московского «Спартака». Дебютировал за команду в сезоне-1995/96 МХЛ, проведя пять матчей. Играл в сезоне также за «Саб-Спартак-2». По ходу следующего сезона перешёл из команды САК в ХК ЦСКА. Выступал за команды «Молот-Прикамье» Пермь (1997/98 — 1998/99, 2002/03), «Липецк» (1999/2000), МГУ (2000/01), «Витязь» Подольск (2001/02, 2002/03), «Нефтяник» Лениногорск (2003/04),
«Северсталь-2» (2003/04), «Химик» Воскресенск (2003/04), «Жилина» (Словакия, 2003/04), «Мечел» Челябинск (2004/05),
«Спутник» Нижний Тагил (2004/05), «Мотор» Барнаул (2004/05 — 2005/06), «Неман» Гродно (Белоруссия, 2005/06), «Титан» Клин (2007/08, 2008/09 — 2009/10, 2010/11), «Газпром-ОГУ» Оренбург (2007/08), ТХК (2009/10), «Иртыш» Павлодар (Казахстан, 2009/10). В сезоне 2023/24 провёл пять матчей за клуб чемпионата Узбекистана «Феникс» Ташкент — 8 (7+1) очков.
Тренер молодёжной команды МХЛ-Б «Клин» (2011/12). Генеральный менеджер (2012/13 — 2013/14), тренер (2012/13, до 12 ноября), главный тренер (12 ноября 2012—2013/14) «Клина». Генеральный менеджер и главный тренер команды МХЛ-Б «Клин спортивный» (2014—2015). Главный тренер команды ВХЛ «Дизель» Пенза (2015/16). Генеральный менеджер и тренер команды ВХЛ «Сокол» Красноярск (2016/17 — 2020/21). Исполняющий обязанности главного тренера (13 ноября 2020 — 26 марта 2021). Генеральный менеджер команды ВХЛ-Б «Красноярские рыси» (2020/21). Тренер в команде чемпионата Узбекистана «Хумо» Ташкент (2022/23 — 2023/24).